# Horace Parlan/Diskografie
Diese Diskografie ist eine Übersicht über die veröffentlichten Tonträger des Pianisten Horace Parlan. Sie umfasst seine Alben unter eigenem Namen (Abschnitt 1), seine Mitwirkung in kollaborativen Duos (Abschnitt 2), Kompilationen (Abschnitt 3) und seine Mitwirkungen als begleitender Musiker (Abschnitt 4). Nach Angaben des Diskografen Tom Lord war er zwischen 1957 und 2013 an 154 Aufnahmesessions beteiligt.

## Alben unter eigenem Namen
Dieser Abschnitt listet die von Horace Parlan zu Lebzeiten veröffentlichten LPs und CDs chronologisch nach Aufnahmejahr.
| Album                          | Musiklabel   | VÖ     | Aufnahme | Anmerkungen                                                                                |
| ------------------------------ | ------------ | ------ | -------- | ------------------------------------------------------------------------------------------ |
| Movin’ and Groovin’            | Blue Note    | 1977   | 1960     | mit Sam Jones, Al Harewood                                                                 |
| Us Three                       | Blue Nite    | 1960   | 1960     | mit George Tucker, Al Harewood                                                             |
| Speakin’ My Piece              | Blue Note    | 1960   | 1960     | Horace Parlan Quintet mit Tommy Turrentine, Stanley Turrentine, George Tucker, Al Harewood |
| Headin’ South                  | Blue Note    | 1961   | 1961     | mit George Tucker, Al Harewood, Ray Barretto                                               |
| On the Spur of the Moment      | Blue Note    | 1961   | 1961     | mit Tommy Turrentine, Stanley Turrentine, George Tucker, Al Harewood                       |
| Up and Down                    | Blue Note    | 1963   | 1961     | mit Booker Ervin, Grant Green, George Tucker, Al Harewood                                  |
| Happy Frame of Mind            | Blue Note    | 1986   | 1963     | mit Johnny Coles, Booker Ervin, Grant Green, Butch Warren, Billy Higgins                   |
| Arrival                        | SteepleChase | 1974   | 1973     | Horace Parlan Quintet mit Idrees Sulieman, Bent Jædig, Hugo Rasmussen, Ed Thigpen          |
| No Blues                       | SteepleChase | 1976   | 1975     | Horace Parlan Trio mit Niels-Henning Ørsted Pedersen, Tony Inzalaco                        |
| Frank-ly Speaking              | SteepleChase | 1977   | 1977     | mit Frank Foster, Frank Strozier, Lisle Atkinson, Al Harewood                              |
| Hi-fly                         | SteepleChase | 1978   | 1978     | Horace Parlan Trio mit Doug Raney und Wilbur Little                                        |
| Blue Parlan                    | SteepleChase | 1979   | 1978     | Horace Parlan Trio mit Wilbur Little, Dannie Richmond                                      |
| Musically Yours                | SteepleChase | 1980   | 1979     | Horace Parlan solo                                                                         |
| The Maestro                    | SteepleChase | 1982   | 1979     | Horace Parlan solo                                                                         |
| One for Wilton                 | Ego          | 1980   | 1980     | Horace Parlan Quartet mit Wilton Gaynair, Isla Eckinger, Billy Brooks                      |
| Pannonica                      | enja         | 1982   | 1981     | mit Reggie Johnson, Alvin Queen                                                            |
| Like Someone in Love           | SteepleChase | 1983   | 1983     | Horace Parlan Trio mit Jesper Lundgaard und Dannie Richmond                                |
| Glad I Found You               | SteepleChase | 1984   | 1984     | mit Thad Jones, Eddie Harris, Jesper Lundgaard, Aage Tanggaard                             |
| Little Esther                  | Soul Note    | 1987   | 1987     | Horace Parlan Quartet mit Per Goldschmidt, Klavs Hovman, Massimo de Majo                   |
| Jazzbühne Berlin Vol. 18       | Repertoire   | 1991   | 1983     | Horace Parlan solo                                                                         |
| We Three                       | Baybridge    | 1997   | 1997     | Horace Parlan Trio mit Mads Vinding, Ed Thigpen                                            |
| The Horace Parlan Trio         | M&I (Japan)  | 1998 ? | 1998     | mit Jesper Lundgaard und Ed Thigpen                                                        |
| Voyage of Rediscovery          | Storyville   | 1999   | 1999     | Horace Parlan solo                                                                         |
| Horace Parlan by Horace Parlan | Cope         | 1999   | 1999     | Horace Parlan (p) und Jimmi Roger Pedersen (kb)                                            |
| Relaxin’ with Horace           | Stunt        | 2004   | 2003     | mit Jesper Lundgaard, Ed Thigpen                                                           |
| My Little Brown Book           | Stunt        | 2007   | 2007     | mit Christina von Bülow, Jesper Lundgaard                                                  |

## Kollaborative Duos
| Album                     | Musiker                               | Musiklabel   | VÖ   | rec   | Anmerkungen                              |
| ------------------------- | ------------------------------------- | ------------ | ---- | ----- | ---------------------------------------- |
| Goin’ Home                | Archie Shepp & Horace Parlan          | SteepleChase | 1977 | 1977  |                                          |
| Trouble in Mind           | Archie Shepp & Horace Parlan          | SteepleChase | 1980 | 1980  |                                          |
| Reunion                   | Archie Shepp & Horace Parlan          | L+R          | 1987 | 1986? |                                          |
| En Concert: 1st Set       | Archie Shepp & Horace Parlan          | 52e Rue Est  | 1987 | 1987  |                                          |
| En Concert: 2nd Set       | Archie Shepp & Horace Parlan          | 52e Rue Est  | 1987 | 1987  |                                          |
| Keep Your Hands Wide Open | Horace Parlan & Søren Siegumfeldt     | Olufsen      | 1988 | 1988  | mit Thomas Helmig (vcl in Throw It Away) |
| Ellington Ballads         | Joe van Enkhuizen/Horace Parlan       | Timeless     | 1990 | 1988  |                                          |
| Swing Low                 | Archie Shepp & Horace Parlan          | Plainisphare | 1993 | 1991  |                                          |
| Joinin’ Forces            | Horace Parlan/Jan Kaspersen Piano Duo | Olufson      | 1994 | 1994  | Horace Parlan, Jan Kaspersen (p)         |
| In Between Those Changes  | Rainer Pusch/Horace Parlan            | yvp          | 1995 | 1994  |                                          |
| Close Your Eyes           | Johnny Griffin-Horace Parlan          | minor music  | 2000 | 2000  | Johnny Griffin (ts) Horace Parlan (p)    |

## Singles
Dieser Abschnitt dokumentiert Aufnahmen von Horace Parlan, die auf Singles erschienen sind.
| Titel (A-Seite)           | Titel (B-Seite)          | Musiklabel | VÖ   | Anmerkungen                                       |
| ------------------------- | ------------------------ | ---------- | ---- | ------------------------------------------------- |
| Bag’s Groove              | There Is No Greater Love | Blue Note  | 1960 | Auskopplung aus der LP Movin’ And Groovin’.       |
| C Jam Blues               | Up in Cynthia’s Room     | Blue Note  | 1960 | dto.                                              |
| On the Spur of the Moment | Ray C.                   | Blue Noter | 1961 | Auskopplung aus der LP On the Spur of the Moment. |
| Wadin’                    | Borderline               | Blue Note  | 1960 | Auskopplung aus der LP Speakin’ My Piece.         |

## Kompilationen
Dieser Abschnitt dokumentiert Aufnahmen von Horace Parlan, die auf Kompilationen erschienen sind.
| Album                                                   | Musiklabel  | VÖ   | Anmerkungen |
| ------------------------------------------------------- | ----------- | ---- | --- |
| The Complete Blue Note Horace Parlan Sessions           | Mosaic      | 2000 | Die Box enthält die Musik der bei Blue Note erschienenen LPs Movin’ & Groovin’, Us Three, Headin’ South, Speakin’ My Piece, On the Spur of the Moment, Up and Down und Happy Frame of Mind          |
| Horace Parlan – Horace Parlan & The Turrentine Brothers | Musica Jazz | 2017 | Das Album enthält Musik der LPs Speakin’ My Piece (1960) und On the Spur of the Moment (1961); sie erschien als Beilage der Ausgabe 797 (April 2017) der italienischen Jazzzeitschrift Musica Jazz. |

## Alben als begleitender Musiker
| Album                                                     | Künstler                                               | rec     | Musiklabel                 | Anmerkungen |
| --------------------------------------------------------- | ------------------------------------------------------ | ------- | -------------------------- | --- |
| A Modern Jazz Symposium of Music and Poetry               | Charles Mingus                                         | 1957    | Bethlehem                  | |
| The Weary Blues                                           | Langston Hughes                                        | 1958    | MGM                        | Langston Hughes, Jimmy Knepper, Shafi Hadi, Parlan, Mingus, Kenny Dennis (nur eine Seite der Schallplatte) |
| Viola!                                                    | Babs Gonzales                                          | 1958    | Hope                       | mit Les Spann, Charlie Rouse, Johnny Griffin, Parlan, Ray Crawford, Peck Morrison, Roy Haynes, The Modern Sounds (Joe Bailey, Freeman Lee, Curtis Lewis, Marnie Watts), Melba Liston (arr)                                     |
| Blues and Roots                                           | Charles Mingus                                         | 1959    | Atlantic                   | |
| Mingus Ah Um                                              | Charles Mingus                                         | 1959    | Columbia                   | |
| The Time Is Right                                         | Lou Donaldson                                          | 1959    | Blue Note                  | mit Blue Mitchell, Parlan, Laymon Jackson, Dave Bailey, Ray Barretto |
| Tommy Turrentine                                          | Tommy Turrentine                                       | 1960    | Time T                     | mit Julian Priester, Stanley Turrentine, Parlan, Bob Boswell, Max Roach |
| Sunny Side Up                                             | Lou Donaldson                                          | 1960    | Blue Note                  | mit Bill Hardman, Parlan, Sam Jones, Al Harewood, Laymon Jackson |
| Look Out!                                                 | Stanley Turrentine                                     | 1960    | Blue Note                  | mit Parlan, George Tucker, Al Harewood |
| One Foot in the Gutter                                    | Dave Bailey                                            | 1960    | Epic                       | mit Clark Terry, Curtis Fuller, Junior Cook, Parlan, Peck Morrison |
| Midnight Sun                                              | Lou Donaldson                                          | 1960    | Blue Note                  | mit Parlan, George Tucker, Al Harewood, Ray Barretto |
| Gettin’ Into Somethin’                                    | Dave Bailey                                            | 1960    | Epic                       | Clark Terry, Curtis Fuller, Charlie Rouse, Parlan, Peck Morrison |
| Cookin’                                                   | Booker Ervin                                           | 1960    | Savoy                      | mit Richard Williams, Parlan, George Tucker, Dannie Richmond |
| That’s It!                                                | Booker Ervin                                           | 1961    | Cabdid                     | mit Felix Krull (alias Horace Parlan), George Tucker, Al Harewood |
| Jubilee Shouts                                            | Stanley Turrentine                                     | 1961    | Blue Note                  | mit Tommy Turrentine, Parlan, George Tucker, Al Harewood |
| Up At Minton’s                                            | Stanley Turrentine                                     | 1961    | Blue Note                  | mit Parlan, Grant Green, George Tucker, Al Harewood |
| Doin’ Allright                                            | Dexter Gordon                                          | 1961    | Blue Note                  | mit Freddie Hubbard, Parlan, George Tucker, Al Harewood |
| Remembering                                               | Grant Green                                            | 1961    | Blue Note                  | Horace Parlan ist zu hören in Love Walked In; mit Wilbur Ware, Al Harewood |
| Tubby the Tenor                                           | Tubby Hayes                                            | 1961    | Epic                       | mit Parlan, George Duvivier, Dave Bailey, Clark Terry, Eddie Costa |
| Jazz with a Twist                                         | Slide Hampton                                          | 1961    | Atlantic                   | mit Willie Thomas, Hobart Dotson, Benny Jacobs-El, George Coleman, Jay Cameron, Parlan, Eddie Khan, Vinnie Ruggiero, Ray Barretto                                                                                              |
| Live at Small’s Paradise                                  | Babs Gonzales                                          | 1962    | Dauntless                  | mit Clark Terry, Johnny Griffin, Parlan, Buddy Catlett, Ben Riley |
| Pisces                                                    | Johnny Griffin/Eddie Lockjaw Davis                     | 1962    | OJC                        | mit Parlan, Buddy Catlett, Art Taylor |
| Tough Tenor Favorites                                     | Eddie „Lockjaw“ Davis                                  | 1962    | Jazzland                   | mit Johnny Griffin, Parlan, Buddy Catlett, Ben Riley |
| Goin’ to the Meeting                                      | Eddie Lockjaw Davis                                    | 1962    | Prestige                   | mit Parlan, Buddy Catlett, Art Taylor, Willie Bobo |
| Explosion! The Sound of Slide Hampton                     | Slide Hampton                                          | 1962    | Atlantic                   | |
| Exultation                                                | Booker Ervin                                           | 1963    | Prestige                   | mit Frank Strozier, Parlan, Butch Warren, Walter Perkins |
| We Free Kings                                             | Rahsaan Roland Kirk                                    | 1964    | Mercury                    | mit Parlan, Michael Fleming, Steve Ellington + Studioorchester, Melba Liston (arr) |
| Gifts and Messages                                        | Roland Kirk Quartet                                    | 1964    | Mercury                    | mit Parlan, Michael Fleming, Steve Ellington |
| I Talk with the Spirits                                   | Roland Kirk Quartet                                    | 1964    | EmArcy                     | mit Bob Moses, Parlan (p, Celeste), Michael Fleming, Walter Perkins, Miss C.J. Albert |
| Slightly Latin                                            | Roland Kirk and His Orchestra                          | 1965    | Limelight                  | mit Virgil Jones, Martin Banks, Garnett Brown, Parlan, (p, Celeste, Vibraphon), Eddie Mathias, Gerald Sonny Brown, Montego Joe, Manuel Ramos                                                                                   |
| Jazz                                                      | Rahsaan Roland Kirk Quartet                            | 1966    | Editions Du Layeur Book    | mit Parlan, Eddie Mathias, Sonny Brown |
| The Expubident World of Babs „Speedy“ Gonzales            | Babs Gonzales                                          | 1968    | Expubidence                | mit Parlan, Michael Fleming, Pola Roberts |
| Salt Song                                                 | Stanley Turrentine                                     | 1971    | CTI                        | u. a. mit Eumir Deodato, Parlan, Richard Tee, Eric Gale, Charles McCracken, Ron Carter, Billy Cobham, Airto Moreira |
| De Ferske Drivhusmeloner                                  | Jesper Thilo/Finn Otto Hansen Sextet                   | 1973    | Storyville                 | mit Parlan, Ole Molin, Hugo Rasmussen, Ove Rex |
| Benefiz                                                   | Bobby Jones                                            | 1973    | FDB                        | mit Dusko Goykovich, Parlan, Peter Trunk, Todd Canedy |
| Heidelberger Jazztage ’73 Live!                           | Summit                                                 | 1973    | MPS/BASF                   | nur ein Titel mit Dusko Goykovich, Bobby Jones, Parlan, Günter Lenz, Todd Canedy |
| Gene Ammons in Sweden                                     | Gene Ammons                                            | 1973    | enja                       | mit Parlan, Red Mitchell, Ed Jones |
| The Complete Hamburg Concert 1974                         | Dexter Gordon with the NDR Studio Band                 | 1974    | Gambit                     | mit Dusko Goykovich, Ack van Rooyen, Slide Hampton, Peter Herbolzheimer, Gerhard Lachmann, Rudi Fuesers, Herb Geller, Wolfgang Schlüter, Parlan (p,org), Heinz Kitschenberg, Tony Inzalaco, Horst Mühlbradt, Hermann Mutschler |
| My Funny Valentine                                        | Al Cohn & Zoot Sims                                    | 1974    | SSJ                        | mit Parlan, Hugo Rasmussen, Alex Riel |
| Motoring Along                                            | Al Cohn/Zoot Sims                                      | 1974    | Sonet                      | mit Parlan, Hugo Rasmussen, Svend-Erik Nørregaard |
| Stable Mable                                              | Dexter Gordon Quartet                                  | 1975    | SteepleChase               | mit Parlan, Niels-Henning Ørsted Pedersen, Tony Inzalaco |
| Lament for Booker Ervin                                   | Booker Ervin                                           | 1975    | enja                       | Aufnahmen von den Berliner Jazztagen 1975; Ervin, mit Kenny Drew senior, Niels-Henning Ørsted Pedersen, Alan Dawson sowie dem Titelstück mit Horace Parlan (Solo-Piano, Sprache)                                               |
| Live at Montmartre 1975                                   | Clark Terry & Ernie Wilkins                            | 1975    | Storyville                 | mit Parlan, Mads Vinding, Bjarne Rostvold, Richard Boone, Dexter Gordon (vcl) |
| Saxophoria                                                | Per Goldschmidt                                        | 1975    | Hookfarm                   | mit Parlan, Niels-Henning Ørsted Pedersen, Tony Inzalaco |
| Call for the Fiddler                                      | Claude Williams                                        | 1976    | SteepleChase               | mit Parlan, Lars Blach, Hugo Rasmussen, Hans Nymand |
| Live in Tokyo                                             | Johnny Griffin                                         | 1976    | Philips                    | mit Parlan, Mads Vinding, Art Taylor |
| Just Be There                                             | Howard McGhee Quintet                                  | 1976    | SteepleChase               | mit Per Goldschmidt, Parlan, Mads Vinding, Kenny Clarke |
| Bird’s Grass                                              | Idrees Sulieman                                        | 1976    | SteepleChase               | mit Per Goldschmidt, Parlan, Niels-Henning Ørsted Pedersen, Kenny Clarke |
| Chocolate Cadillac                                        | Red Mitchell Quintet                                   | 1976    | SteepleChase               | mit Idrees Sulieman, Nisse Sandström, Parlan, Rune Carlsson |
| Out of Nowhere                                            | Clark Terry                                            | 1978    | Bingow                     | mit Parlan, Red Mitchell |
| Brahms Lullabye                                           | Clark Terry                                            | 1978    | Bingow                     | mit Parlan, Red Mitchell |
| Cuttin’ Loose                                             | Doug Raney                                             | 1978    | SteepleChase               | mit Bernt Rosengren, Parlan, Niels-Henning Ørsted Pedersen, Billy Hart |
| Lucerne 1978 (Swiss Radio Days Jazz Series, Vol.8)        | Clark Terry/Chris Woods                                | 1978    | TCB                        | mit Parlan, Victor Sproles, Bobby Durham |
| Eclipse                                                   | Thad Jones                                             | 1979    | Metronome                  | Bigband (u. a. mit Tim Hagans, Richard Boone, Bent Jædig, Sahib Shihab, Parlan, Jesper Lundgaard, Ed Thigpen) |
| Mananita Pampera                                          | Hugo Heredia                                           | 1979    | Cote D’Azur                | mit Parlan, Peter Frei, Peter Schmidlin, Ivanir Mandrake do Nascimento |
| Giant Bones ’80                                           | Kai Winding/Curtis Fuller                              | 1979    | Sonet                      | mit Parlan, Mads Vinding, Ed Thigpen |
| Trombone Summit                                           | Trombone Summit                                        | 1980    | MPS                        | mit Kai Winding, Albert Mangelsdorff, Bill Watrous, Jiggs Whigham, Parlan, Mads Vinding, Allan Ganley |
| Swingstyrke 7                                             | Swingstyrke 7                                          | 1980    | Little Beat                | mit Eddie Pless, Jens Christian Søndergaard, Niels Stuart, Parlan, Jørgen Hallin-Olsen, Bjørn Loudrup, Bjarne Rostvold |
| Jazzhus Slukefter                                         | Thad Jones’ Eclipse                                    | 1980    | Metronome                  | Bigband |
| MPS Variation ’81                                         | Trombone Workshop                                      | 1981    | MPS                        | mit Kai Winding, Jiggs Whigham, Albert Mangelsdorff, Bill Watrous, Parlan, Mads Vinding, Allan Ganley |
| Jaw’s Blues                                               | Eddie „Lockjaw“ Davis Quartet                          | 1981    | enja                       | mit Parlan, Reggie Johnson, Alvin Queen |
| Live in Concert                                           | Dizzy Gillespie and Friends                            | 1982    | Schweizerischer Bankverein | mit Jon Faddis, Parlan, Ed Cherry, Michael Howell, Mickey Roker |
| Bernt Rosengren Big Band                                  | Bernt Rosengren Big Band with Horace Parlan/Doug Raney | 1982    | Caprice                    | Bigband |
| I’ll Close My Eyes                                        | Doug Raney                                             | 1982    | SteepleChase               | mit Bernt Rosengren, Parlan, Jesper Lundgaard, Ole Jacob Hansen |
| The House That Love Built                                 | Frank Foster                                           | 1982    | SteepleChase               | mit Parlan, Jesper Lundgaard, Aage Tanggaard |
| New Morning                                               | Johnny Coles                                           | 1982    | Criss Cross                | mit Parlan, Reggie Johnson, Billy Hart |
| Surprise Party                                            | Bernt Rosengren Quartet/Quintet                        | 1983    | SteepleChase               | mit Parlan, Doug Raney, Jesper Lundgaard, Aage Tanggaard |
| Meeting the Tenors                                        | Doug Raney                                             | 1983    | Criss Cross                | mit Bernt Rosengren, Ferdinand Povel, Parlan, Jesper Lundgaard, Ole Jacob Hansen |
| Sandra Jean                                               | Don Pender                                             | 1983    | Sandon                     | mit Finn Ziegler, Parlan, Jesper Lundgaard, Ed Thigpen |
| Holiday for Monica                                        | Monica Zetterlund                                      | 1983    | Phonastic                  | mit Nisse Sandström, Parlan, Red Mitchell |
| Young Forever                                             | Nisse Sandström                                        | 1983    | Phonastic                  | mit Parlan, Red Mitchell |
| Nica’s Dream                                              | Red Holloway Quartet                                   | 1983    | SteepleChase               | mit Parlan, Jesper Lundgaard, Aage Tanggaard |
| Take Good Care of My Heart                                | Michal Urbaniak with Horace Parlan Trio                | 1985    | SteepleChase               | mit Parlan, Jesper Lundgaard, Aage Tanggaard |
| Benny Carter All Stars Featuring Nat Adderley & Red Norvo | Benny Carter                                           | 1985    | Sonet                      | mit Nat Adderley, Red Norvo, Parlan, Red Mitchell, Ronnie Gardiner |
| Groovin’                                                  | Idrees Sulieman                                        | 1985    | SteepleChase               | mit Per Goldschmidt, Parlan, Mads Vinding, Billy Hart |
| Joe Meets the Rhythm Section                              | Joe van Enkhuiszen                                     | 1986    | Timeless                   | mit Parlan, Rufus Reid, Al Harewood |
| Euroboppin                                                | Deborah Brown                                          | 1986    | Alfa Jazz                  | mit Benny Bailey, Johnny Griffin, Parlan, Hein van de Geyn, Ed Thigpen |
| Splashes (Tribute to Wilbur Little)                       | Archie Shepp Quartet                                   | 1987    | L+R                        | mit Parlan, Harry Emmery, Clifford Jarvis |
| Looking Back                                              | Karlheinz Miklin                                       | 1987    | SOS                        | Horace Parlan ist zu hören in Looking Back; mit Stjepko Gut, Wayne Darling, Mel Lewis |
| In Memory of                                              | Archie Shepp/Chet Baker Quintet                        | 1987    | L+R                        | Mitschnitt vom 21. Deutschen Jazzfestival; mit Parlan, Herman Wright}, Clifford Jarvis |
| Jazz 4 Jazz                                               | Deborah Brown                                          | 1988    | Reckless                   | mit Parlan, Red Mitchell, Ed Thigpen |
| For Heaven’s Sake                                         | Benny Bailey                                           | 1988    | Hot House                  | mit Tony Coe, Parlan, Jimmy Woode, Idris Muhammad |
| Canterbury Song                                           | Tony Coe                                               | 1988    | Hot House                  | mit Benny Bailey, Parlan, Jimmy Woode, Idris Muhammad |
| The Librarian                                             | Louis Petrucciani                                      | 1989    | Anaīs                      | mit Bob Malach, Parlan, Michel Petrucciani, Eliot Zigmund |
| Rainer Pusch Trio Meets Horace Parlan                     | Rainer Pusch                                           | 1989    | ArtPur                     | mit Parlan, Peter Bockius, Hiram Mutschler |
| Louis Blues                                               | Louis Petrucciani                                      | um 1990 | Anaīs                      | mit Parlan, Tony Petrucciani, Sangoma Everett |
| I Didn’t Know About You                                   | Archie Shepp Quartet                                   | 1990    | Timeless                   | mit Parlan, Wayne Dockery, George Brown |
| The Jazzpar Prize                                         | David Murray & Pierre Dørge’s New Jungle Orchestra     | 1991    | enja                       | Bigband |
| Tales of Two Cities                                       | Jerry Tilitz                                           | 1991    | L+R                        | Parlan ist zu hören in den Duos Lament, Sing it und Mack the Knife. |
| We All Hope                                               | Viacheslav Preobrazhenski                              | 1992    | Sintez                     | mit Parlan, Red Mitchell und Russisches Kammerorchester unter Leitung von Dushan Mihailovitch |
| On the Sunny Side of the Street                           | Harold Ashby                                           | 1992    | Timeless                   | mit Parlan, Wayne Dockery, Steve McCraven |
| Black Ballads                                             | Archie Shepp                                           | 1992    | Timeless                   | mit Parlan, Wayne Dockery, Steve McCraven |
| Mister Light                                              | Louis Petrucciani                                      | 1993    | Anaīs                      | mit Parlan, Wilby Fletcher, Abdou M’Boup |
| Russian Blue                                              | Slava Preobrazhenski & Nisse Sandström                 | 1993    | Gemini                     | mit Parlan, Sture Nordin, Ronnie Gardiner |
| A Moon of Roses                                           | Twana Rhodes                                           | 1993    | ITM                        | mit Harry Beckett, Wolfgang Schmidtke, Parlan, Fred Thelonious Baker, Thomas Alkier, Tom Mega |
| Lovesongs                                                 | Etta Cameron                                           | 1995    | Walnut                     | mit Horace Parlan (p) |
| Dream Session ’97: Old Montmartre                         | Euro-American All-Stars                                | 1996    | Meldac                     | mit Art Farmer, Johnny Griffin, Charlie Mariano, Parlan, Mads Vinding, Ed Thigpen |
| Peer Almqvist Trio with Horace Parlan                     | Peter Almqvist                                         | 1997    | Storyville                 | mit Parlan, Yasuhito Mori, Raymond Karlsson |
| Asteur                                                    | François Théberge                                      | 1997    | Laser                      | mit Stéphane Belmondo, Claude Egea, Denis Leloup, Lionel Belmondo, Yannick Rieu, Alain Jean-Marie, Parlan, Paul Imm, Philippe Soirat, Stéphane Foucher                                                                         |
| Gentle Men Blue                                           | Pee Wee Ellis                                          | 1998    | Minor music                | mit Horace Parlan (p) |
| Love & Peace (The Music of Horace Parlan)                 | Jesper Lundgaard                                       | 2013    | Storyville                 | mit Bob Rockwell, Henrik Gunde, Doug Raney, Aage Tanggaard, Horace Parlan (Stimme) |